# Thomas Huschke
Thomas Huschke (n. 29 decembrie 1947, Berlin, Zona de ocupație sovietică) este un ciclist german, medaliat olimpic. A participat la 2 ediții ale Jocurilor Olimpice (1972, 1976) în care a câștigat o medalie de argint și o medalie de bronz.